# Cobra 11
Alarm für Cobra 11 - Die Autobahnpolizei (njemački izgovor: [ˈalaʁm fyːɐ ˈkobʁa ˌɛlf di ˈaʊ̯tobaːnpɔlɪˌʦaɪ]) popularna je njemačka televizijska serija o timu policajaca na autocesti. Serija je izvorno postavljena u Berlinu, a kasnije u Sjevernoj Rajni-Vestfaliji. Emitirana je u zemljama širom svijeta.

## Uloge
Izvornu čast su imali Johannes Brandrup kao Frank Stolte i Rainer Strecker kao Ingo Fischer. Fischer je napustio seriju samo dvije epizode kasnije, a zamijenio ga je Erdogan Atalay kao Semir Gerkhan. 
Brandrup je završio s prvom sezonom, a zamijenio ga je Mark Keller kao André Fux na njegovom mjestu. Keller je napustio seriju kada je završila 3. sezona, a zamijenio ga je René Steinke s ulogom Toma Kranicha. Igrao je od 4. do 6. sezone, a zatim se odlučio prestati i probati druge uloge.
Atalayev novi partner postao je Christian Oliver koji je imao ulogu Jana Richtera od 7. do 8. sezone. U 9. sezoni ponovno se vraća René Steinke kao Tom Kranich, međutim Steinke je odlučio neobnoviti ugovor i napustiti seriju početkom 11. sezone. 
Steinkeova zamjena je Gedeon Burkhard kao Chris Ritter. Burkhard je poznat po ulozi Alexandera Brandtnera u Inspektoru Rexu.
2008. godine. Burkharda zamjenjuje Tom Beck kao Ben Jäger i glumi sve do sredine 2013. godine, kada napušta seriju kako bi se posvetio glazbi. Mark Keller ponovno se pojavljuje na početku 18. sezone, a nakon Becka, Semirovog partnera glumi Vinzenz Kiefer kao Alexander (Alex) Brandt.
Nakon 19. sezone serije, njemački RTL objavljuje kako žele ponovno vratiti malo više humora u seriju da ponovno privuče gledatelje. Zbog toga je početkom 20. sezone počela audicija za novog Semirovog partnera koja je pri kraju. Posljednja, pilot epizoda "Vendetta" s Vinzenz Kieferom bit će prikazana 10.rujna 2015. na njemačkom RTL-u.

## Likovi
U prve dvije epizode glavni likovi bili su Frank i Ingo. Frank je vozio Audi 100 (C3), kasnije BMW E36, a Ingo je vozio Ford Sierra, no već u drugoj epizodi je ubijen.
Semir je glavni lik i jedan od policajaca koji su ostali na snazi od početka serije. Postao je Frankov drugi partner. Najpoznatiji je za vožnju svoje srebrne serije BMW-a (E36, E46, E90 i F30) tijekom svoje karijere. 
U drugoj sezoni Semirov novi partner postaje Andre Fux koji je vozio BMW E36, Mercedes-Benz W202, a poslije i Mercedes-Benz W208 CLK 320 Coupe. Upucan je na Mallorci i pao je u more, ali nije ubijen.
Tom, Semirov novi partner također posjeduje Mercedes-Benz CLK 320, isti auto koji je koristio Andre. U jednoj epizodi ubijena je Tomova cura, iako je bomba na autu bila podmetnuta njemu. Nakon toga Tom se povlači iz policije.
Jan je sljedeći Semirov partner. Koristio je Tomov Mercedes-Benz, a kasnije novi W209 CLK Coupe. Ubrzo je i on otišao iz policije i Semir je bio prisiljen tražiti Toma da se vrati u policiju. Tom se odlučio vratiti kako bi se osvetio ubojicama svoje poginule djevojke i on koristi Janov automobil. Nakon što je neko vrijeme bio u seriji, potajno je bio u vezi s tajnicom policijske postaje, Petrom Schubert. Jedne večeri, prije odlaska na Semirovo slavlje na kojem su svima htjeli reći za svoju vezu, Tom je ubijen.
Chris Ritter, optužen za Tomovo ubojstvo otkriva da je on policajac i postaje Semirov partner. Chris vozi plavi Mercedes-Benz W209 CLK Coupe, isti onaj kojeg su vozili Jan i Tom. U sezoni 12., počeo je vozeći sivi Mercedes-Benz C350. Chris je ubijen na kraju epizode "Unter Feinden".
Ben Jäger nasljednik je Chrisa Rittera.  On se odlikuje kao ambiciozan, mladi časnik. Koristi isti automobil koji je koristio Chris. Semir je ispočetka bio nepovjerljiv prema njemu, ali ubrzo postaju vrlo dobri prijatelji koji ponekad imaju odnos kao otac i sin. Kasnije je Ben dobio novi Mercedes-Benz E500. Početkom 18. sezone vraća se Andre Fux, a Bena u 19. sezoni zamjenjuje Vinzenz Kiefer, koji vozi Mercedes-Benz CLA kao službeno vozilo.
Tu su Dieter Bonrath i Horst "Hotte" Herzberger. U seriji su gotovo od početka, a za razliku od Semira i ostalih koristili su zeleni "Polizei" Mercedes-Benz karavan, a nakon njega zeleni "Polizei" Porsche 911 turbo Highway Patrol. Kasnije je zamijenjen za Porsche Cayenne istih boja. Najnovije vozilo im je plavi Land Rover Range Rover Sport. U više epizoda koristili su zelenu, a poslije i plavu Opel Vectru. Hotte je ubijen u epizodi "72 Stunden Angst". Tada je Bonrath dobio novu partnericu, Jennifer "Jenny" Dorn. Dieter Bonrath je nastradao u epizodi "Ausgelöscht (1)"
Tajnica policije mijenjala se četiri puta. Prva je bila Regina Christmann, nakon nje došla je Andrea Schäfer, koja je bila Semirova cura, kasnije žena pa je postala Andrea Gerkhan, a nakon što je otišla na porodiljni dopust zamijenila ju je Petra Schubert. Petra je poslije bila Tomova cura, no kako je Tom ubijen, Petra više nije željela ostati u policiji i nakon nje, stigla je posljednja tajnica, Susanne König. Andrea se udala za Semira dok je radio s Janom. Sada Semir i Andrea imaju dvije kćeri, Aidu i Lilly. Malo prije Benovog odlaska, Andrea je zatražila razvod od Semira. U vrijeme Alexovog dolaska, još su vodili brakorazvodnu parnicu. Zanimljivo, Alex je prvi Semirov partner koji se Andrei obraća s "vi", a ne s "ti" kao njegovi prethodnici za vrijeme sretne veze, a kasnije i braka Semira i Andree.
Osim policajaca i tajnice tu je i Hartmut Freund, marljivi forenzičar koji nikad ne spava. "Lucy", njegovu sportsku nabrijanu Toyotu Supru, Semir je nekoliko puta oštetio sa svojim partnerima.  
Policijska postaja mijenjala je šefice tri puta. Prva šefica bila je prilično stroga Katharina Lamprecht, zatim Anna Engelhardt, a nakon što je ona otišla zamijenila ju je Kim Krüger. Za razliku od Engelhardtice, Krügerica je puno stroža.
| Lik                                          | Uloga                | Sezona                                 | Glumac            |
| -------------------------------------------- | -------------------- | -------------------------------------- | ----------------- |
| Inspektor Frank Stolte                       | detektiv             | sezona 1., sezona 21. (ep.310.)        | Johannes Brandrup |
| Glavni inspektor Ingo Fischer                | detektiv             | sezona 1. ep. 1., 2.                   | Rainer Stecker    |
| Glavni inspektor Semir Gerkhan               | detektiv             | sezona 1. (ep. 3.) - danas             | Erdogan Atalay    |
| Glavni inspektor Andre Fux                   | detektiv             | sezona 2., 3.; 18. (ep.1)              | Mark Keller       |
| Glavni inspektor Tom Kranich                 | detektiv             | sezona 4. – 6.; 9. – 11.               | René Steinke      |
| Detektiv Jan Richter                         | detektiv             | sezona 7. – 8.                         | Christian Oliver  |
| Glavni nadzornik Chris Ritter                | detektiv             | sezona 11. – 12.                       | Gedeon Burkhard   |
| Inspektor Ben Jäger                          | detektiv             | sezona 13. – 18.                       | Tom Beck          |
| Inspektor Alexander Brandt                   | detektiv             | sezona 19. – 20.                       | Vinzenz Kiefer    |
| Inspektor Paul Renner                        | detektiv             | sezona 21. - danas                     | Daniel Roesner    |
| Glavni detektiv Catherine Lamprecht          | šefica               | sezona 1. – 2. (ep. 1. – 6 .)          | Almut Eggert      |
| Glavni detektiv Anna Engelhardt              | šefica               | sezona 2. (ep.7.) - sezona 13. (ep.7.) | Charlotte Schwab  |
| Glavni detektiv savjetnik Kim Krüger         | šefica               | sezona 13. (ep.7.) - danas             | Katja Woywood     |
| Regina Christmann                            | tajnica              | sezona 1.-sezona 2. (ep.6.)            | Nina Weniger      |
| Andrea Gerkhan                               | tajnica              | sezona 2. (ep.7.) - sezona 10. (ep.3)  | Carina Wiese      |
| Petra Schubert                               | tajnica              | sezona 10. (ep.3.) - sezona 11. (ep.1) | Martina Hill      |
| Susanne König                                | tajnica              | sezona 11. - danas                     | Daniela Wutte     |
| Povjerenik policije Horst "Hotte" Herzberger | policajac u uniformi | sezona 2. - sezona 16. (ep.6)          | Dietmar Huhn      |
| Povjerenik policije Dieter Bonrath           | policajac u uniformi | sezona 2. - sezona 19.                 | Gottfried Vollmer |
| Povjerenica policije Jennifer "Jenny" Dorn   | policajka u uniformi | sezona 16. - danas                     | Katrin Heß        |
| Hartmut Freund                               | forenzičar           | sezona 7. - danas                      | Niels Kurvin      |

## Proizvodnja mjesta
Od 1996. do 1998. (prve dvije sezone),  seriju je producirao zajednički Polyphon Film-und Fernsehgesellschaft mbH (odgovoran za sve druge proizvodne aspekte kao što su snimanje / postprodukcija / mjesto izviđanja itd.) i  Arhivirana inačica izvorne stranice od 21. travnja 2012. (Wayback Machine) ActionConcept (akrobacija). Te epizode snimljene su u Berlinu, posebice u mjestu nekadašnjeg Checkpoint Bravo i okolne države Brandenburg. 1998., ActionConcept je seriju preuzeo kao jedina tvrtka za proizvodnju i sva snimanja/radnje. Ta tvrtka ima sjedište u Hürth, južno od Kolna. Od tada, serija se snima u Kolnu i Dusseldorfu, kao i na nekoliko velikih autocesta (A540/A44 i sada uglavnom na Filmautobahn Aldenhoven po Duren - između Kolna i Dusseldorfa u saveznoj pokrajini Sjeverna Rajna-Vestfalija.

## Ostalo
U intro špici tekst je sljedeći:
- IHR Revier ist die Autobahn (Njihovo je područje autocesta)
- IHR Tempo ist mörderisch (Njihov tempo je ubitačan)
- Ihre Gegner: Autoschieber, Mörder und Erpresser (Protivnici, kradljivci automobila, ubojice i nasilnici)
- Einsatz rund um die Uhr für die Manner von Cobra 11 (Neprekidan zadatak za ljude iz Cobre 11)
- Unsere Sicherheit ist IHR Job (Naša sigurnost njihov je posao).

Cobra 11 naziv je tima - Semira i njegovog partnera. Svakom timu iz policije na autocesti dodijeljen je naziv, primjerice Hotte i Dieter su Cobra 7 (ili Cobra 19), dok je šefica policije Cobra 1.